# Русакова, Нина Ивановна
Ни́на Ива́новна Русако́ва (12 [25] января 1915; село Сагуны, Воронежская губерния — 12 ноября 1997; посёлок Чкаловский (в черте города Щёлково) Московской области) — единственная женщина — заслуженный лётчик-испытатель СССР (7 октября 1959, №17), полковник (1955).

## Биография
Родилась 12 (25) января 1915 года в селе Сагуны Воронежской губернии. Старшая из трёх сестёр. Мать умерла рано. Окончила семилетку. В 1933 году окончила Воронежский аэроклуб, в 1934 году — Воронежский авиационный техникум.
В армии с января 1934 года. В 1934 году окончила Оренбургскую военную авиационную школу лётчиков. Служила в строевых частях ВВС (в Житомире), летала на истребителях И-5, ДИ-6 и И-16.
27—28 июля 1940 года в качестве штурмана участвовала в попытке установления женского мирового авиационного рекорда дальности полёта по прямой. 27 июля 1940 года самолёт ДБ-3 «Украина» (командир экипажа — капитан М. П. Нестеренко, второй пилот — капитан М. Г. Михалёва, штурман — старший лейтенант Н. И. Русакова) вылетел по маршруту Хабаровск — Мозырь — Львов. Из-за встретившийся на пути грозы, сильного встречного ветра (присущего всем перелётам с востока на запад), обледенения (из-за высокой верхней кромки облачности) и крайне неблагоприятного метеопрогноза на оставшийся участок пути утром 28 июля 1940 года самолёт совершил вынужденную посадку на поле в районе деревни Исаково (Санчурский район Кировской области). За 22 часа 32 минуты было пройдено по прямой расстояние около 6.000 км. Мировой рекорд (6.450 км), установленный в сентябре 1938 года экипажем В. С. Гризодубовой на самолёте АНТ-37 «Родина», превышен не был. По этой причине, а так же из за того, что впоследствии командир экипажа М. П. Нестеренко была репрессирована, перелет был очень быстро предан забвению.
С августа 1940 года по май 1961 года — лётчик-испытатель Государственного Краснознамённого научно-испытательного института ВВС. Провела испытания различного самолётного и радиолокационного оборудования на самолётах ДБ-3, Ли-2, Ил-2, Ил-10, Ил-12, Ил-14, Ла-7, МиГ-3, Пе-2, СБ, Ту-2, Ту-4, Як-3, Як-7 и их модификациях (всего 39 самолётов и 240 систем). Общий налёт — около 5000 часов, количество посадок — около 10000, из них 5 вынужденных.
В годы Великой Отечественной войны проводила обучение лётчиков строевых полков эффективному использованию в воздушном бою самолётов «Як» и «Ла» на Волховском и Ленинградском фронтах.
С мая 1961 года полковник Н. И. Русакова в отставке. Жила в посёлке Чкаловский (в черте города Щёлково) Московской области. Умерла 12 ноября 1997 года. Похоронена на кладбище села Леониха Щёлковского района Московской области.

## Семья
Муж: Николаев Александр Семёнович (13.9.1910, Санкт-Петербург – 6.8.1983) – майор, летчик-испытатель, участник боевых действий на Халхин-Голе и обороны Ленинграда.
- Сын: Николаев Владимир Александрич (08.10. 1941 – 21.09. 2008)

Сестра: Русакова Тамара Ивановна (14.5.1916 – 21.03.1952) – гвардии капитан, командир звена 125-го гвардейского бомбардировочного авиационного полка, военный летчик 2-го класса. Погибла при выполнении учебного ночного торпедометания в Балтийском море.

## Награды
- орден Красного Знамени (30.04.1954)
- 3 ордена Красной Звезды (28.02.1944, 20.06.1949, 15.11.1950)
- медаль «За боевые заслуги» (3.11.1944)
- другие медали

## Почётные звания
Заслуженный лётчик-испытатель СССР (7.10.1959)

## Память
- В посёлке Чкаловский на доме, в котором она жила (улица Циолковского, дом 4), установлена мемориальная доска.